# ポール・ド・サン＝ヴィクトール

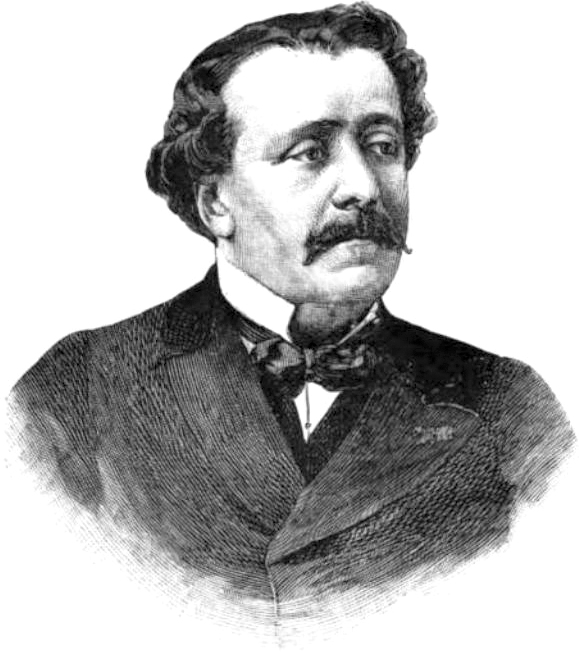
ポール・ド・サン＝ヴィクトール

ポール・ド・サン＝ヴィクトール（仏: Paul de Saint-Victor, 1827年7月11日, パリ-1881年7月9日, パリ）として知られるポール＝ジャック＝レイモンド・ビンセ・ド・サン＝ヴィクトール（仏: Paul-Jacques-Raymond Binsse de Saint-Victor）は、フランスの作家、評論家である。彼はおそらくマルセル・プルーストが小説『失われた時を求めて』で言及したフランスの文化人として知られている。

## 生涯
サン＝ヴィクトールはパリで生まれた。彼の父はサン＝ヴィクトール伯爵ジャック・ビンス（1772年-1858年）であり、主に彼の詩『レ・スペランス』（L'Espérance）とアナクレオンの詩の優れた翻訳で記憶されている。
彼は1851年に日刊紙『ル・ペイズ』で演劇評論家としてスタートし、『ラ・プレッセ』紙で美術評論家テオフィル・ゴーティエの後を引き継いだ。1866年には彼は創刊されて間もない『ラ・リベルテ』紙に移り、1869年に『ル・モニトゥール』紙のスタッフに加わった。1870年、第二帝政期の最後の数日間、サン＝ヴィクトールは美術総監に任命された。サン＝ヴィクトールは1881年7月9日にパリで亡くなった。その死によって彼が古代と現代の劇文学全体を調査するつもりでいた Les Deux Masques  の出版が妨げられた。サン＝ヴィクトールはきわめて高い批判的才能を持っていたが、同時にそれは一方的なものであった。彼はテオフィル・ゴーティエに多額の借金を負っていたが、その著作はゴーティエのそれよりも華やかだった。
サン＝ヴィクトールは有名な女優ラシェル・フェリックスの妹でやはり女優であったリア・フェリックスと関係があった。2人の間には娘クレア（Claire）がおり、ゴングール兄弟の兄エドモン・ド・ゴンクールが代父となった。

## 著書
- Hommes et dieux, études d'histoire et de littérature, 1867
- Barbares et Bandits. La Prusse et la Commune, 1871
- Les Deux Masques : tragédie, comédie, 3 vol., 1880-1884
- Victor Hugo, 1884.
- Anciens et modernes, 1886.
- Le Théâtre contemporain : Émile Augier, Alexandre Dumas fils, 1889.